# Juniperus deppeana
Juniperus deppeana es una planta de la familia de las cupresáceas. Es originaria de Norteamérica, desde el sur de Estados Unidos (Arizona, Nuevo México, Texas) hasta el oeste de Guatemala. Se conoce comúnmente como sabino o táscate.

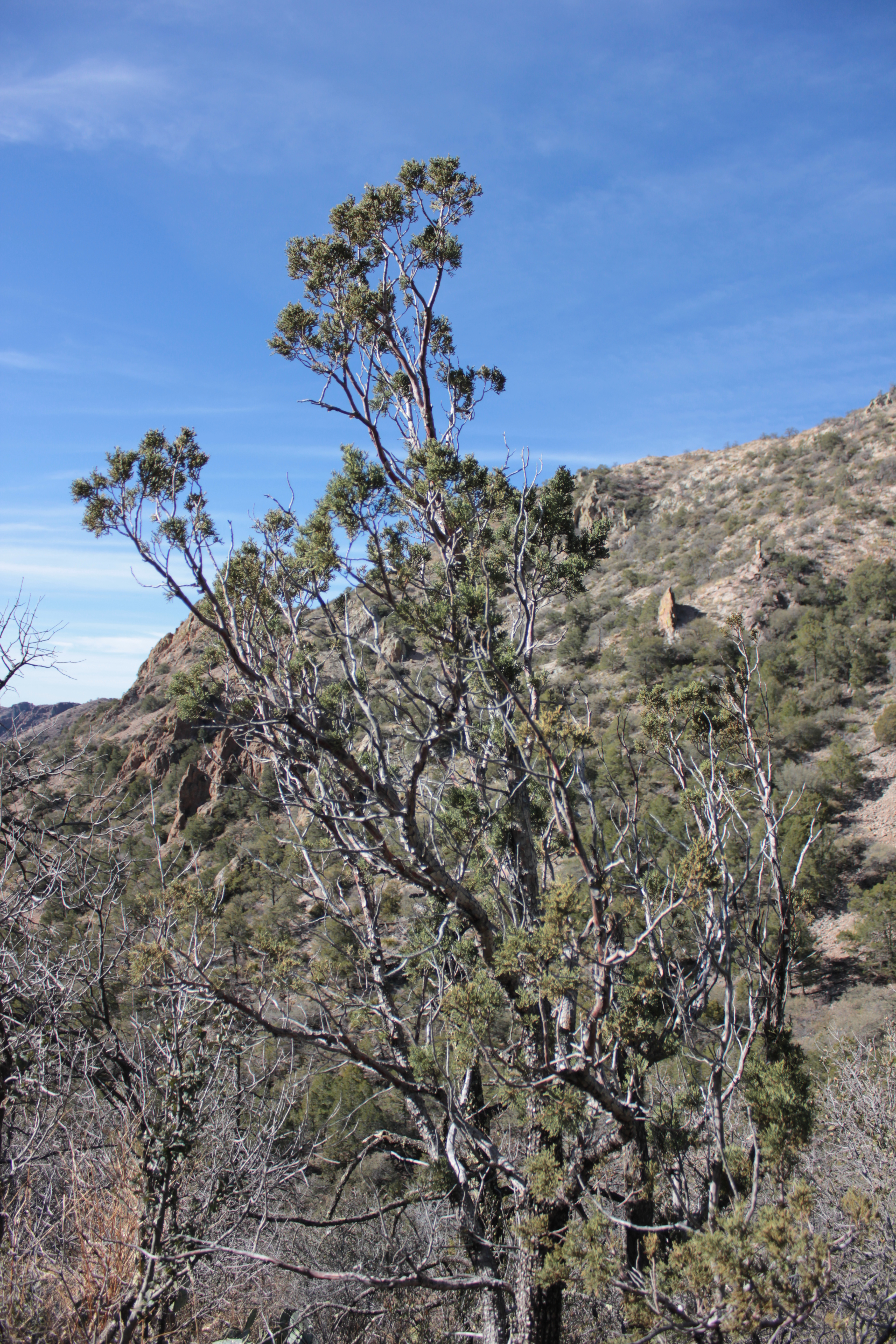
Vista de la planta

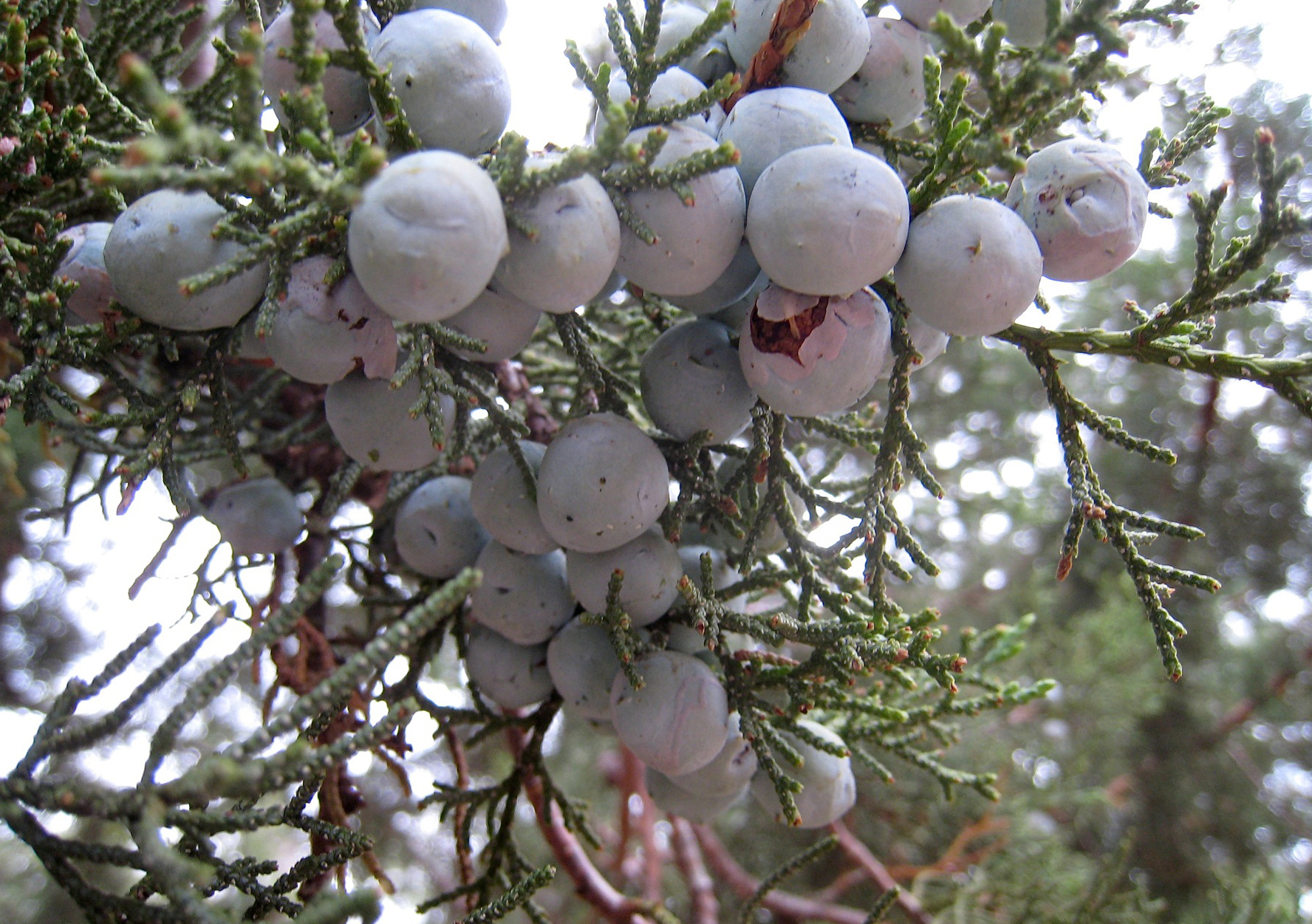
Conos

## Descripción
Este árbol puede calificarse como un arbusto arborescente hasta árbol corto. Es corpulento, perennifolio, monopódico. Puede medir de 3 a 10 m (con un máximo de 20 m) con un diámetro a la altura del pecho de 20 a 50 cm. Es de copa ampliamente cónica o densa y globular o esparcidamente ramificada en bosques densos y en árboles viejos. Hojas por lo general opuestas, escuamiformes. Tiene un solo tronco principal, a veces ramificándose 1 hasta 2 m por encima de la base, tronco tortuoso, tiene ramas rígidas, ascendentes, que se dividen en tres dimensiones. Su corteza externa es una estructura laminar dividida en placas cuadrangulares, o bien en estructura fibrosa.
Su cono masculino es oval-elipsoide, subtetrágono, mide de 3 a 6 mm de largo, tiene un color café-amarillento, formado por 14 escamas ovadas. El cono femenino es formado por 6 escamas ovaladas, subgloboso a anchamente elipsoide, mide de 8 a 20 mm de diámetro, con un color moreno rojizo a café. Tiene un fruto megaestróbilo maduro subgloboso hasta ampliamente elipsoide, el cual mide de 8 a 15 mm de diámetro, es de color rojizo-canela hasta rojizo-moreno, pruinoso por encima, la pulpa seca fibrosa. El fruto maduro permanece en el árbol. Las semillas son color chocolate morenas a color canela claro, ampliamente ovadas hasta angulares, mide de 6 a 7 mm de largo por 4 a 6 mm de ancho, hilo de hasta tres cuartos de longitud de la semilla. Es de sexualidad monoica.
Es una especie de lento crecimiento. Los árboles jóvenes incrementan su diámetro 15 mm cada 10 años; los árboles viejos (170 años) solamente 0,1 cm por década. La máxima longevidad reportada es de 500 años.
Es resistente a la sequía, al fuego y al daño por termitas. También resiste suelos compactados y pedregosos, suelos pobres (de baja fertilidad) y suelos alcalinos (suelos arcillosos, con pH elevado). Por otro lado, es susceptible a insectos, arañas rojas, daño por nemátodos que atacan su raíz, al daño por hongos que atacan a la semilla. Son sensibles al tizón del cedro (Phomopsis junipervora). Una vez introducido en el semillero es difícil erradicarlo.

## Hábitat
Prolifera en laderas medianas e inferiores de cerros, lomeríos, orilla de arroyos, potreros e individualmente en campos de cultivo. Crece en una amplia variedad de suelos incluyendo los alcalinos, los de contenido moderado en sales solubles y con drenaje deficiente. Precisa un suelo somero con materia orgánica, arenoso profundo, rojizo arcilloso pedregoso, arenoso rocoso o suelo profundo de llanuras.

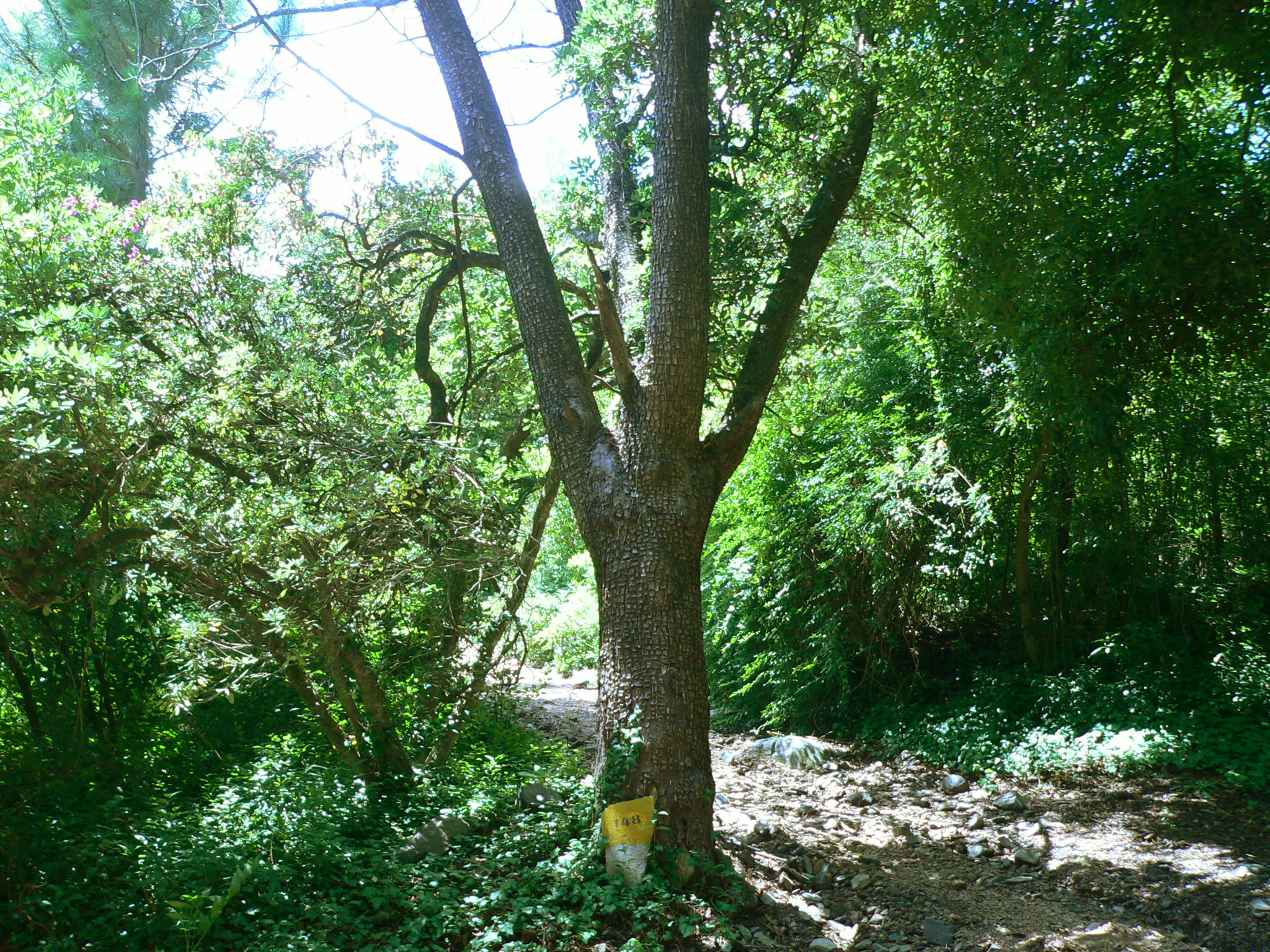
Juniperus deppeana con poco follaje, haciendo posible ver las características del tronco.

## Usos
- Aromatizante (fruto, hoja, tronco): Se extraen aceites esenciales aromáticos.
- Combustible (madera): Leña, carbón. Excelente combustible de alto valor calorífico, arde lento y produce poco humo y hollín.
- Construcción (madera): Construcción rural.
- Forrajero (hoja): Especie forrajera. Las hojas de este Juniperus son más apetecibles que las de otras especies.
- Maderable (madera): Gran durabilidad. Muebles, postes, durmientes y fabricación de lápices. Destacan los cofres, ventanas, armarios, puertas y lambrines y los muebles de tipo colonial. Escasa disponibilidad de productos de escuadría de largas dimensiones. Presencia de defectos naturales como nudos, inclusión.

## Taxonomía
Juniperus deppeana fue descrita en 1840 por Ernst Gottlieb von Steudel en Nomenclator Botanicus. Editio secunda 1: 835.

### Etimología
Juniperus: nombre genérico que procede del latín iuniperus, que es el nombre del enebro
deppeana: epíteto dado en honor a Ferdinand Deppe (1794-1861), pintor, naturalista, explorador y botánico alemán

### Sinonimia
- Cupressus sabinoides Kunth
- Juniperus foetida Spach
- Juniperus gigantea Roezl
- Juniperus mexicana Schltdl. & Cham.
- Juniperus mexicana Spreng.
- Juniperus tetragona Schltdl.
- Juniperus thurifera Spach
- Sabina gigantea (Roezl) Antoine
- Sabina mexicana (Schltdl. & Cham.) Antoine[3][4]